# Liste des présidents de la Grèce
Cet article est une liste des Présidents de la République hellénique. Avant le 1er juin 1973, la Grèce a été à plusieurs reprises une monarchie (cf. Liste des rois des Hellènes).

## Première République (1822-1832)

### Gouvernements provisoires
| Nom                      | Vie       | Début du mandat | Fin du mandat | Fonction |
| ------------------------ | --------- | --------------- | ------------- | --- |
| Aléxandros Mavrokordátos | 1791-1865 | 1822            | 1823          | Président de l'Exécutif grec de 1822                                                                                                |
| Pétros Mavromikhális     | 1773-1848 | 1823            | 1823          | Président de l'Exécutif grec de 1823                                                                                                |
| Geórgios Koundouriótis   | 1782-1858 | 1823            | 1826          | Président de l'Exécutif grec de 1824                                                                                                |
| Andréas Zaïmis           | 1791-1840 | 1826            | 1827          | Président de la Commission exécutive grecque de 1826                                                                                |
| Geórgios Mavromichális   | 1800-1831 | 1827            | 1828          | Président de la Commission de gouvernement (el) assurant l'intérim avant l'arrivée en Grèce du Gouverneur élu, Ioannis Kapodistrias |

### État grec (1827-1832)
| Nom                      | Vie       | Début du mandat | Fin du mandat | Fonction                                   |
| ------------------------ | --------- | --------------- | ------------- | ------------------------------------------ |
| Ioánnis Kapodístrias     | 1776-1831 | 1828            | 1831          | Gouverneur de Grèce                        |
| Avgoustínos Kapodístrias | 1778-1857 | 1831            | 1832          | Président du Conseil exécutif              |
| Ioánnis Koléttis         | 1774-1847 | 1832            | 1832          | Président de la Commission de Gouvernement |
| Geórgios Koundouriótis   | 1782-1858 | 1832            | 1832          | Président de la Commission de Gouvernement |
| Ioánnis Koléttis         | 1774-1847 | 1832            | 1833          | Président de la Commission de Gouvernement |

De 1833 à 1924, la monarchie est établie en Grèce, voir : Liste des rois des Hellènes.

## Deuxième République (1924-1935)
| No | Portrait | Nom                                                     | Début du mandat | Fin du mandat   | Appartenance politique | Notes |
| -- | -------- | ------------------------------------------------------- | --------------- | --------------- | ---------------------- | --- |
| 1  |          | Pávlos Koundouriótis (9 avril 1855 - 22 août 1935)      | 25 mars 1924    | 15 mars 1926    | Indépendant (amiral)   | Régent du 28 octobre 1920 (10 novembre dans le calendrier grégorien) au 17 novembre 1920 (30 novembre dans le calendrier grégorien), puis du 20 décembre 1923 au 25 mars 1924 |
| -  |          | Theódoros Pángalos (11 janvier 1878 - 27 février 1952)  | 15 mars 1926    | 24 août 1926    | Indépendant (général)  | Dictature, élection présidentielle grecque de 1926 (en) |
| 1  |          | Pávlos Koundouriótis (9 avril 1855 - 22 août 1935)      | 24 août 1926    | 9 décembre 1929 | Indépendant (amiral)   | Mandat restauré à la suite du coup d'État du 22 août 1926 (el) qui met fin à la dictature de Pangalos                                                                         |
| 2  |          | Aléxandros Zaïmis (9 novembre 1855 - 15 septembre 1936) | 9 novembre 1929 | 10 octobre 1935 | Indépendant            | |

La monarchie est restaurée en 1935, voir : Liste des rois des Hellènes.

## Dictature des colonels
Le Régime des Colonels commence le 21 avril 1967, sous le règne du roi Constantin II. Le général Zoitákis puis le général Papadópoulos assurent la régence jusqu'au 1er juin 1973, date de l'abolition de la monarchie par la junte.
| Nom                   | Vie       | Début du mandat  | Fin du mandat    | Fonction       |
| --------------------- | --------- | ---------------- | ---------------- | -------------- |
| Geórgios Papadópoulos | 1919-1999 | 1er juin 1973    | 25 novembre 1973 | Chef de l'État |
| Phaídon Gkizíkis      | 1917-1999 | 25 novembre 1973 | 24 juillet 1974  | Chef de l'État |

## Troisième République (1974-)
Un référendum abolit officiellement la monarchie le 8 décembre 1974 et instaure une république parlementaire. Le Général Ghizíkis reste à son poste de chef de l'État jusqu'à l'élection par le Parlement de Mikhaíl Stasinópoulos comme président de la République à titre provisoire.
Du 24 juillet au 18 décembre 1974, Phaídon Gkizíkis occupe le poste de chef de l'État.
| No                                                                                          | Portrait | Nom                                                           | Élection       | Début du mandat  | Fin du mandat | Parti politique |
| ------------------------------------------------------------------------------------------- | -------- | ------------------------------------------------------------- | -------------- | ---------------- | ------------- | --------------- |
| 3                                                                                           |          | Mikhaíl Stasinópoulos (27 juillet 1903 - 31 octobre 2002)     | 1974 (en)      | 18 décembre 1974 | 19 juin 1975  | ND              |
| 4                                                                                           |          | Konstantínos Tsátsos (1er juillet 1899 - 8 octobre 1987)      | 1975 (en)      | 19 juin 1975     | 15 mai 1980   | ND              |
| 5                                                                                           |          | Konstantínos Karamanlís (8 mars 1907 - 23 avril 1998)         | 1980 (en)      | 15 mai 1980      | 10 mars 1985  | ND              |
| Conformément à la Constitution, le président du Parlement Ioánnis Alevrás assure l'intérim. |          |                                                               |                |                  |               |                 |
| 6                                                                                           |          | Khristos Sartzetákis (6 avril 1929 - 3 février 2022)          | 1985           | 30 mars 1985     | 5 mai 1990    | Indépendant     |
| 7                                                                                           |          | Konstantínos Karamanlís (8 mars 1907 - 23 avril 1998)         | 1990           | 5 mai 1990       | 10 mars 1995  | ND              |
| 8                                                                                           |          | Konstantínos Stephanópoulos (15 août 1926 - 20 novembre 2016) | 1995 (en) 2000 | 10 mars 1995     | 12 mars 2005  | ND              |
| 9                                                                                           |          | Károlos Papoúlias (4 juin 1929 - 26 décembre 2021)            | 2005 2010      | 12 mars 2005     | 13 mars 2015  | PASOK           |
| 10                                                                                          |          | Prokópis Pavlópoulos (né le 10 juillet 1950)                  | 2015           | 13 mars 2015     | 13 mars 2020  | ND              |
| 11                                                                                          |          | Ekateríni Sakellaropoúlou (née le 30 mai 1956)                | 2020           | 13 mars 2020     | 13 mars 2025  | Indépendante    |
| 12                                                                                          |          | Konstantínos Tasoúlas (né le 17 juillet 1959)                 | 2025           | 13 mars 2025     | En cours      | ND              |